# Hideaki
Hideaki (jap. ひであき, ヒデアキ) – męskie imię japońskie.

## Możliwa pisownia
Hideaki można zapisać używając wielu różnych znaków kanji i może znaczyć m.in.:
- 英明, „doskonały, jasny”[1][2]
- 英昭
- 秀明
- 秀昭
- 秀朗
- 秀聡
- 秀章

## Znane osoby
- Hideaki Anno (秀明), japoński reżyser
- Hideaki Ishi (英明), japoński DJ i twórca muzyki elektronicznej
- Hideaki Kitajima (秀朗), japoński piłkarz
- Hideaki Nagai (秀昭), japoński narciarz, specjalista kombinacji norweskiej
- Hideaki Sorachi (英秋), japoński mangaka
- Hideaki Takizawa (秀明), japoński aktor i piosenkarz
- Hideaki Tomiyama (英明), japoński zapaśnik w stylu wolnym

## Fikcyjne postacie
- Hideaki Nakajima (英明), bohater serii Gakuen Heaven